# (33274) Beaubingham
(33274) Beaubingham est un astéroïde de la ceinture principale.

## Description
(33274) Beaubingham est un astéroïde de la ceinture principale. Il fut découvert le 23 avril 1998 à Socorro (Nouveau-Mexique) par le projet LINEAR. Il présente une orbite caractérisée par un demi-grand axe de 2,57 UA, une excentricité de 0,10 et une inclinaison de 8,0° par rapport à l'écliptique.